# Chiesa di San Francesco (Cagli)

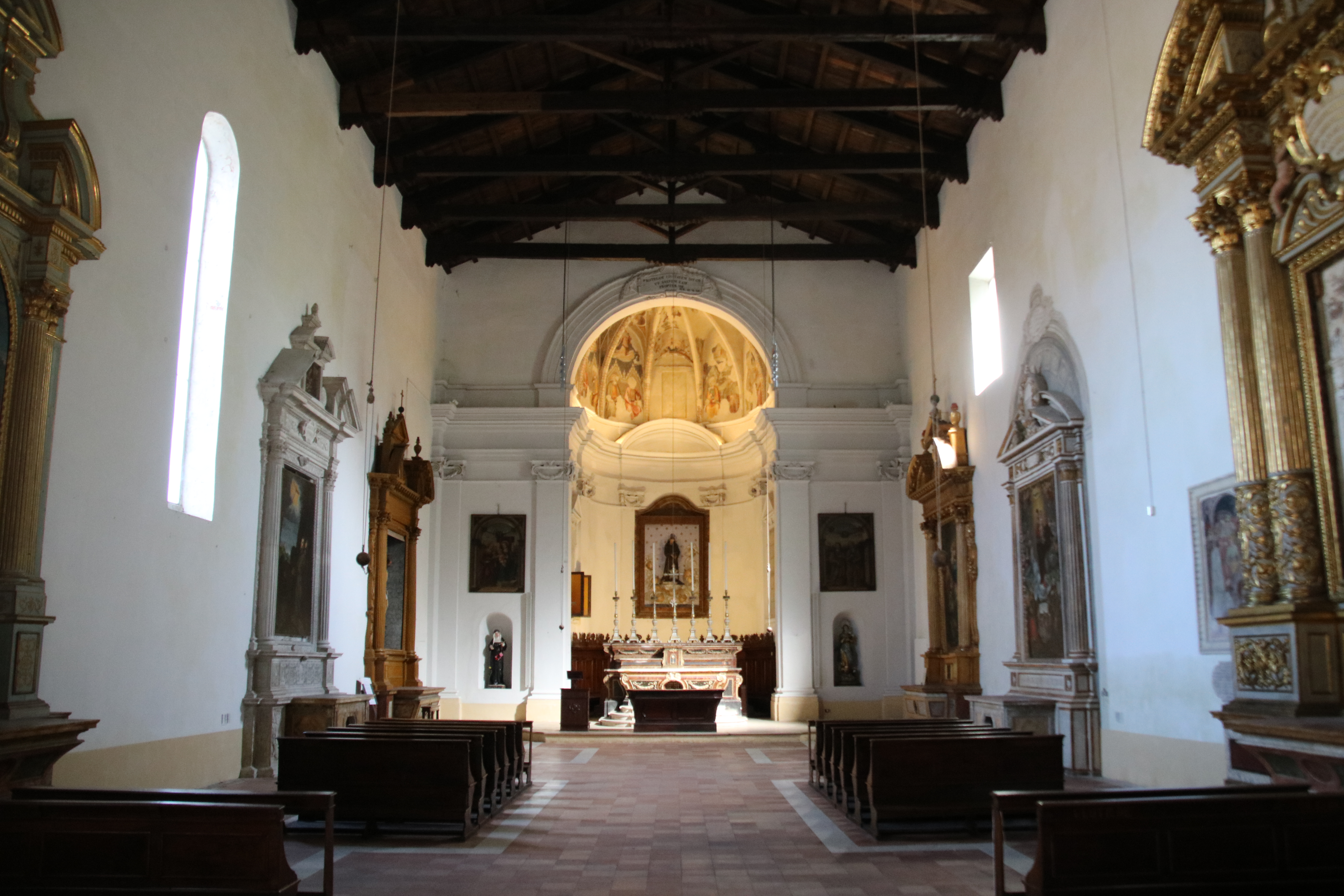
Interno

La chiesa di San Francesco è un luogo di culto cattolico di Cagli, in provincia di Pesaro e Urbino.

## Descrizione
Nell'omonima piazza con la statua bronzea di Angelo Celli dello scultore Angelo Biancini, posta nel 1959 dinanzi al loggiato del 1885, sorge la chiesa di San Francesco che, edificata tra il 1234 e il 1240 extra muros, è considerata l'emblema del gotico medioappennico ed è la più antica chiesa francescana delle Marche. L'elegante abside poligonale, dominata dallo slanciato campanile concluso da una guglia in cotto di 12 metri di altezza, come peraltro i fianchi corsi da lesene, mostra un ricercato equilibrio cromatico ottenuto contrapponendo ai chiari paramenti in pietra corniola e marmarone, la merlettatura fittile che funge da coronamento. 
In facciata, il portale marmoreo del 1348, con colonne tortili e lanceolate alternate a pilastri quadrangolari, reca nella lunetta un deperito affresco attribuito a Guido Palmerucci raffigurante la Madonna col Bambino e i Santi Francesco e Giovanni Battista. 
L'interno è a navata unica con altari laterali. Ai lati del primo altare a destra sono i due frammenti d'affreschi attribuiti ad Antonio Alberti da Ferrara. Ritenuti anteriori al 1438 illustrano gli episodi miracolosi di Sant'Antonio da Padova, come quello della mula affamata che si piega riverente dinanzi alla particola che Antonio pone in ostensione nonché della gamba riattaccata al giovane che se l'era tagliata per autopunizione avendo insultato la madre con un calcio. Nell'altare, al posto della pala di Simone Cantarini trafugata dai napoleonici, è un'opera della prima metà del Seicento dello Schaychis raffigurante il Miracolo della neve. Nella nicchia del 1838, che la menzionata pala copre in taluni periodi scorrendo su due binari, è la statua di Sant'Antonio di Padova con Gesù menzionata in un documento del 1794. Al terzo altare a destra è la Madonna della Neve firmata e datata 1730 da Gaetano Lapis (Cagli, 1706 - Roma 1773) che allude al miracolo che portò all'erezione della basilica di Santa Maria Maggiore.
Ai lati dell'arco trionfale sono due delle tre tele (l'altra è sul lato sinistro dell'organo) firmate da Francesco Battaglini da Imola che le eseguì nel 1529. 
All'altare maggiore era posto il polittico di Niccolò il Liberatore detto l'Alunno firmato e datato 1465, che fu saccheggiato durante il periodo napoleonico e che ora si trova nella Pinacoteca di Brera. 
L'abside duecentesca conserva degli affreschi già occultati dalla scialbatura del 1579. Si tratta di un vasto ciclo del quarto decennio del Trecento attribuito a Mello da Gubbio e raffigurante uno straordinario consesso di dodici apostoli disposti su sei troni bicuspidati sormontati da angeli con potenti ali arcuate su nuvole saettanti che recano altrettante corone. Nelle vele del catino absidale, entro robuste cornici, sono profeti e patriarchi (di chiaro influsso lorenzettiano) con al centro il volto glabro di san Francesco d'Assisi. Su due delle nove lunette in cui e ripartito il catino, le scene, prive di cornici, si dilatano per dare spazio alla narrazione della Maddalena che riceve la veste da un presbitero e di santa Margherita della quale resta solo parte del suo emblema: il drago. 
Al terzo altare a sinistra è posta la pala di Raffaellino del Colle, che rappresenta la Madonna col Bambino e i santi Rocco, Francesco, Geronzio, Stefano e Sebastiano, commissionata nel 1537 da Pierfrancesco De Blasi ma databile al 1540 circa, poco prima dell'erezione dell'altare, avvenuta nel 1541. La pala, in cui i modelli classici di Raffaello e di Giulio Romano vengono sottilmente e impercettibilmente alterati in una composizione che diviene asimmetrica, presenta dei personaggi sacri apparentemente statici ma tra cui vibra un'inquietudine nervosa, lampeggiante negli sguardi di alcuni, lanciati verso l'osservatore.
Infine in controfacciata, al centro della cantoria, è l'organo cinquecentesco più antico delle Marche, attribuito a Baldassare Malamini.